# Kepa Arrizabalaga
Kepa Arrizabalaga vagy egyszerűen csak Kepa (Ondarroa, 1994. október 3. –) spanyol válogatott labdarúgó, kapus, az Arsenal játékosa.

## Pályafutása

### Klubcsapatban
Kepa Arrizabalaga Baszkföldön született Vizcaya tartomány Ondarroa nevű városában. Tíz éves korában, 2004-ben csatlakozott az Athletic Bilbao utánpótlásképző központjához. 2011-ben a spanyol negyedosztályú Baskonia csapatában mutatkozott be a felnőttek között. 
2012. május 5-én a Getafe elleni  0-0-ra végződő La Liga-mérkőzésen a kispadon kapott helyet, de nem cserélték be. Ezt követően a téli alapozást végigcsinálta az első csapattal, majd 2013 januárjától a sérült Jon Ander Serantest helyettesítette a tartalékcsapatban, a Bilbao Athleticben. 2013. február 16-án debütált a másodosztályban, és kapott gól nélkül védte végig a Logroñés ellen 1-0-ra megnyert bajnokit. Áprilisban sport-sérvet szenvedett, így csak szeptemberben került újra bevethető állapotba. Visszatérése után rendszeresen védett a másodosztályban, de 2014 januárjában eltörte a lábközépcsontját és több hónapot hagyott ki. Az év márciusában a Getafe kölcsönvette volna, de végül, részben sérülése miatt, elálltak az üzlettől.
2015. január 5-én Arrizabalagát júniusig a Segunda Divisionban szereplő Ponferradina vette kölcsön. 2015. július 20-án újabb kölcsönszerződést írt alá, ezúttal a Real Valladolidhoz. Augusztus 22-én mutatkozott be az élvonalban, a Córdoba elleni 0-1-es vereség alkalmával. A szezonban mindössze három bajnoki mérkőzésen nem szerepelt, a bajnokságot 16. helyen befejező csapatának ő volt az első számú kapusa. Kölcsönszerződésének lejárta után eleinte harmadik kapus volt Gorka Iraizoz és Iago Herrerín mögött a Bilbaónál. Nevelőegyesületének első csapatában 2016. szeptember 11-én debütált a Deportivo de La Coruña elleni 1-0-s győztes bajnokin.

### Chelsea
2018 nyarán a Chelsea kifizette érte a 80 millió eurós kivásárlási árát, így a világ legdrágább kapusa lett.

### Kölcsönben a Real Madridnál
2023. augusztus 14-én a sérült Thibaut Courtois helyettesítésére kölcsönvette a Real Madrid a 2023–24-es szezonra.

### Kölcsönben a Bournemouthnál
2024. augusztus 29-én a 2024–2025-ös szezon végéig kölcsönbe került a Bournemouth csapatához.

### Arsenal
2025. július 1-jén az Arsenalhoz szerződött.

### A válogatottban
Arrizabalaga 2012-ben tagja volt az Európa-bajnok spanyol U19-es korosztályos csapatnak. A torna során kezdőként minden találkozón ő védett, a Franciaország elleni elődöntőben a 3-3-as döntetlent követően a büntetőpárbajban két tizenegyest is hárított. Sérülése miatt maradt le a 2013-as U20-as világbajnokságról, ahol Rubén Yáñez helyettesítette. 2013. november 8-án mutatkozhatott be az U21-es válogatottban, ahol összesen 22 alkalommal lépett pályára. 
2017. március 22-én hívták meg először a spanyol nagy válogatottba, Pepe Reina sérülése miatt. A bemutatkozására november 11-én került sor, amikor kezdőként végigvédte a Costa Rica ellen 5-0-ra megnyert barátságos találkozót.

## Sikerei, díjai

#### Spanyolország U19
- U19-es Európa-bajnok: 2012[21]

#### Spanyolország
- Európa-bajnokság elődöntő: 2021

#### Chelsea
- 2019-es Európa Liga-győztes
- 2021-es Bajnokok Ligája-győztes
- 2021-es UEFA Szuperkupa-győztes

#### Real Madrid
- Spanyol bajnok (1): 2023–24
- Spanyol labdarúgó-szuperkupa (1): 2023–24
- Bajnokok Ligája (1): 2023–24

## Statisztikái

### Klubokban
Legutóbb 2023. május 28-án lett frissítve.
| Klub                      | Szezon         | League             | League          | League | Nemzeti kupa    | Nemzeti kupa | Ligakupa        | Ligakupa | Európai         | Európai | Egyéb           | Egyéb | Összesen        | Összesen |
| Klub                      | Szezon         | Bajnokság          | Pályára lépések | Gólok  | Pályára lépések | Gólok        | Pályára lépések | Gólok    | Pályára lépések | Gólok   | Pályára lépések | Gólok | Pályára lépések | Gólok    |
| ------------------------- | -------------- | ------------------ | --------------- | ------ | --------------- | ------------ | --------------- | -------- | --------------- | ------- | --------------- | ----- | --------------- | -------- |
| Baskonia                  | 2011–12        | Tercera División   | 12              | 0      | —,              | —,           | —               | —        | —               | —       | —               | —     | 12              | 0        |
| Baskonia                  | 2012–13        | Tercera División   | 19              | 0      | —               | —            | —               | —        | —               | —       | —               | —     | 19              | 0        |
| Összesen                  | Összesen       | Összesen           | 31              | 0      | —               | —            | —               | —        | —               | —       | —               | —     | 31              | 0        |
| Bilbao Athletic           | 2012–13        | Segunda División B | 7               | 0      | —               | —            | —               | —        | —               | —       | 0               | 0     | 7               | 0        |
| Bilbao Athletic           | 2013–14        | Segunda División B | 26              | 0      | —               | —            | —               | —        | —               | —       | —               | —     | 26              | 0        |
| Bilbao Athletic           | 2014–15        | Segunda División B | 17              | 0      | —               | —            | —               | —        | —               | —       | 0               | 0     | 17              | 0        |
| Összesen                  | Összesen       | Összesen           | 50              | 0      | —               | —            | —               | —        | —               | —       | 0               | 0     | 50              | 0        |
| Athletic Bilbao           | 2014–15        | La Liga            | 0               | 0      | 0               | 0            | —               | —        | 0               | 0       | —               | —     | 0               | 0        |
| Athletic Bilbao           | 2015–16        | La Liga            | 0               | 0      | 0               | 0            | —               | —        | 0               | 0       | 0               | 0     | 0               | 0        |
| Athletic Bilbao           | 2016–17        | La Liga            | 23              | 0      | 0               | 0            | —               | —        | 0               | 0       | —               | —     | 23              | 0        |
| Athletic Bilbao           | 2017–18        | La Liga            | 30              | 0      | 1               | 0            | —               | —        | 0               | 0       | —               | —     | 31              | 0        |
| Összesen                  | Összesen       | Összesen           | 53              | 0      | 1               | 0            | —               | —        | 0               | 0       | —               | —     | 54              | 0        |
| Ponferradina (kölcsönben) | 2014–15        | Segunda División   | 20              | 0      | 0               | 0            | —               | —        | —               | —       | —               | —     | 20              | 0        |
| Valladolid (kölcsönben)   | 2015–16        | Segunda División   | 39              | 0      | 1               | 0            | —               | —        | —               | —       | —               | —     | 40              | 0        |
| Chelsea                   | 2018–19        | Premier League     | 36              | 0      | 1               | 0            | 4               | 0        | 13              | 0       | —               | —     | 54              | 0        |
| Chelsea                   | 2019–20        | Premier League     | 33              | 0      | 1               | 0            | 0               | 0        | 6               | 0       | 1               | 0     | 41              | 0        |
| Chelsea                   | 2020–21        | Premier League     | 7               | 0      | 6               | 0            | 0               | 0        | 1               | 0       | —               | —     | 14              | 0        |
| Chelsea                   | 2021–22        | Premier League     | 4               | 0      | 2               | 0            | 6               | 0        | 1               | 0       | 2               | 0     | 15              | 0        |
| Chelsea                   | 2022–23        | Premier League     | 29              | 0      | 1               | 0            | 0               | 0        | 9               | 0       | —               | —     | 39              | 0        |
| Chelsea                   | Összesen       | Összesen           | 109             | 0      | 11              | 0            | 10              | 0        | 30              | 0       | 3               | 0     | 163             | 0        |
| Real Madrid (kölcsönben)  | 2023–24        | La Liga            | 0               | 0      | 0               | 0            | —               | —        | 0               | 0       | 0               | 0     | 0               | 0        |
| Teljes karrier            | Teljes karrier | Teljes karrier     | 302             | 0      | 13              | 0            | 10              | 0        | 30              | 0       | 3               | 0     | 357             | 0        |

1. ↑  Tartalmazza mind a Spanyol kupán, mind az FA-kupán való pályára lépéseit is.
2. ↑  Tartalmazza a Angol ligakupán való pályára lépéseit.
3. ↑  Tartalmazza az Európa-ligában való pályára lépéseit.
4. 1 2 3 4  Tartalmazza a Bajnokok ligájában való pályára lépéseit.
5. ↑  Tartalmazza az Európai szuperkupán
6. ↑  Tartalmazza egy pályára lépését az Európai szuperkupán és egy pályára lépését a Klubvilágbajnokságon.

### A válogatottban
Legutóbb 2023. március 29-én lett frissítve.
| Nemzeti csapat | Év       | Pályára lépések | Gólok |
| -------------- | -------- | --------------- | ----- |
| Spanyolország  |          |                 |       |
| 2017           | 1        | 0               |       |
| 2018           | 2        | 0               |       |
| 2020           | 1        | 0               |       |
| 2023           | 2        | 0               |       |
| összesen       | összesen | 13              | 0     |